# John Emsley
John Emsley, né en 1938, est un écrivain scientifique populaire et universitaire spécialisée dans la chimie. Il a fait des recherches et des conférences au King's College de Londres pendant 25 ans.

## Biographie
En 1994, avec Roger Bate (en) et Frits Böttcher, il co-fonde le lobby climato-dénialiste European Science and Environment Forum (ESEF), notamment financé par l'industrie du tabac.

## Publications
- Islington Green: A Book of Revelation 2012
- Nature's Building Blocks: an A-Z Guide to the Elements 2001, 2nd edition 2011.
- A Healthy, Wealthy, Sustainable World, Royal Society of Chemistry, 2010
- Molecules of Murder, Royal Society of Chemistry, 2008
- Better Looking, Better Living, Better Loving Wiley-VCH 2007
- The Elements of Murder, Oxford University Press, 2005
- Vanity, Vitality, and Virility, Oxford University Press, 2004
- Shocking History of Phosphorus, 2000. US Edition The 13th Element: The Sordid Tale of Murder, Fire, and Phosphorus, 2006
- Was it something you ate?, co-author P.Fell, Oxford University Press, 1999
- Molecules at an Exhibition, Oxford University Press, 1998
- The Elements, 3rd edition, Oxford University Press, 1998
- The Consumer's Good Chemical Guide: Separating Facts from Fiction about Everyday Products, W.H. Freeman, 1994. (Winner of the Rhone Poulenc Science Book Prize 1995)
- (en) John Emsley, James Feeney et Leslie Howard Sutcliffe, High Resolution Nuclear Magnetic Resonance Spectroscopy, Pergamon, 1965, 542 p. (ISBN 978-1-4831-8408-1, lire en ligne)